# Gabi Aškenazi
Rav Aluf Gabi (Gabriel) Aškenazi (hebrejsky גבי אשכנזי‎, * 25. února 1954, Chagor, Izrael) je izraelský voják a politik, od května 2020 ministr zahraničních věcí v páté vládě Benjamina Netanjahua. Mezi lety 2007–2011 působil jako náčelník Generálního štábu Izraelských obranných sil.

## Mládí a život
Aškenazi vyrostl v mošavu Chagor v centrálním Izraeli, který pomáhali založit jeho rodiče. Jeho otec je přeživší holokaustu z Bulharska a matka je Židovka ze Sýrie. Střední školu dokončil na vojenské internátní škole sdružené s prestižním gymnáziem Herzlija v Tel Avivu. Mezi jeho tehdejší spolubydlící patřili velká postava izraelské literatury Jigal Schwartz a novinář z Paříže Joav Toker.
Aškenazi získal bakalářský titul v oboru politologie na Haifské univerzitě a je absolventem Harvard Business School. Žije ve městě Kfar Saba, je ženatý a se svou manželkou Ronit má dvě děti, Gali a Itai.

## Brigáda Golani (1972–1988)
V roce 1972 byl povolán do izraelské brigády Golani a první akci zakusil na Sinaji během Jomkipurské války. V červenci 1976 byl velitelem roty při operaci Entebbe, během níž došlo k osvobození rukojmích v Ugandě, ale neúčastnil se bojů na tamějším letišti. První z mnoha bojových zkušeností v Libanonu získal v roce 1978 během operace Lítání. Během bojů byl zraněn, opustil armádu a po dvou letech mu byla nabídnuta hodnost velitele praporu. V průběhu první libanonské války sloužil jako zástupce velitele brigády Golani a velel vojákům, kteří dobyli hrad Beaufort a města Nabatija a Džabal Baruch. V roce 1987 byl povýšen na velitele brigády Golani.

## Severní velitelství (1988–2002)
V roce 1988 byl jmenován velitelem zpravodajství izraelského Severního velitelství. Počátkem 90. let velel záložní obrněné divizi a později pracoval jako velitel izraelské civilní správy v Libanonu, načež v roce 1994 povýšil na pozici náčelníka operačního velitelství Generálního štábu. V roce 1998 byl jmenován velitelem Severního velitelství a z této pozice byl zodpovědný za izraelské stažení z nárazníkové bezpečnostní zóny v jižním Libanonu a ukončení tak osmnáctileté vojenské přítomnosti v této zemi. Aškenazi stažení odmítal a dodával, že stažení by mělo souviset s mírovými jednáními se Sýrií.

## Zástupce náčelníka Generálního štábu (2002–2005)
V roce 2002 byl jmenován zástupcem náčelníka Generálního štábu a podle deníku Haaretz se tak stal nejumírněnějším členem Generálního štábu během druhé intifády. Aškenazi dostal na starost dohled nad projektem výstavby bezpečnostní bariéry, která by měla fyzicky oddělit Izraelce a palestinské Araby a zabránit tak teroristickým útokům. Aškenazi obhajoval výstavbu bariéry tak, aby možná co nejvíce kopírovala Zelenou linii a minimalizovala tak dopad bariéry na palestinské Araby. Aškenazi také „protestoval proti agresivním činům proti palestinským Arabům“ během intifády a jednou popsal svůj „největší strach ze ztráty lidskosti (izraelských vojáků) kvůli probíhajícím bojům.“
Počátkem roku 2005 se spekulovalo, že by Aškenazi mohl být jmenován náčelníkem Generálního štábu. Nicméně tehdejší premiér Ariel Šaron a jeho ministr obrany Šaul Mofaz na tuto funkci vybrali bývalého velitele Izraelského vojenského letectva Dana Chaluce. Haaretz spekuloval, že Šaron mohl odmítnout Aškenaziho kvůli jeho umírněným postojům. Aškenazi odešel z armády v květnu téhož roku, tři měsíce po oznámení Chalucova jmenování. Po odchodu z armády se stal partnerem v telavivské bezpečnostní konzultační firmě.